# 벨루노도
벨루노도(이탈리아어: Provincia di Belluno, 오스트리아 독일어: Provinz Belluno, 라딘어: Provinzia de Belum)은 이탈리아 베네토주를 이루는 일곱 개 도 중 하이다. 도청 소재지는 벨루노이다.
면적은 3,610 km2, 인구는 약 198,000명이다.

## 지리

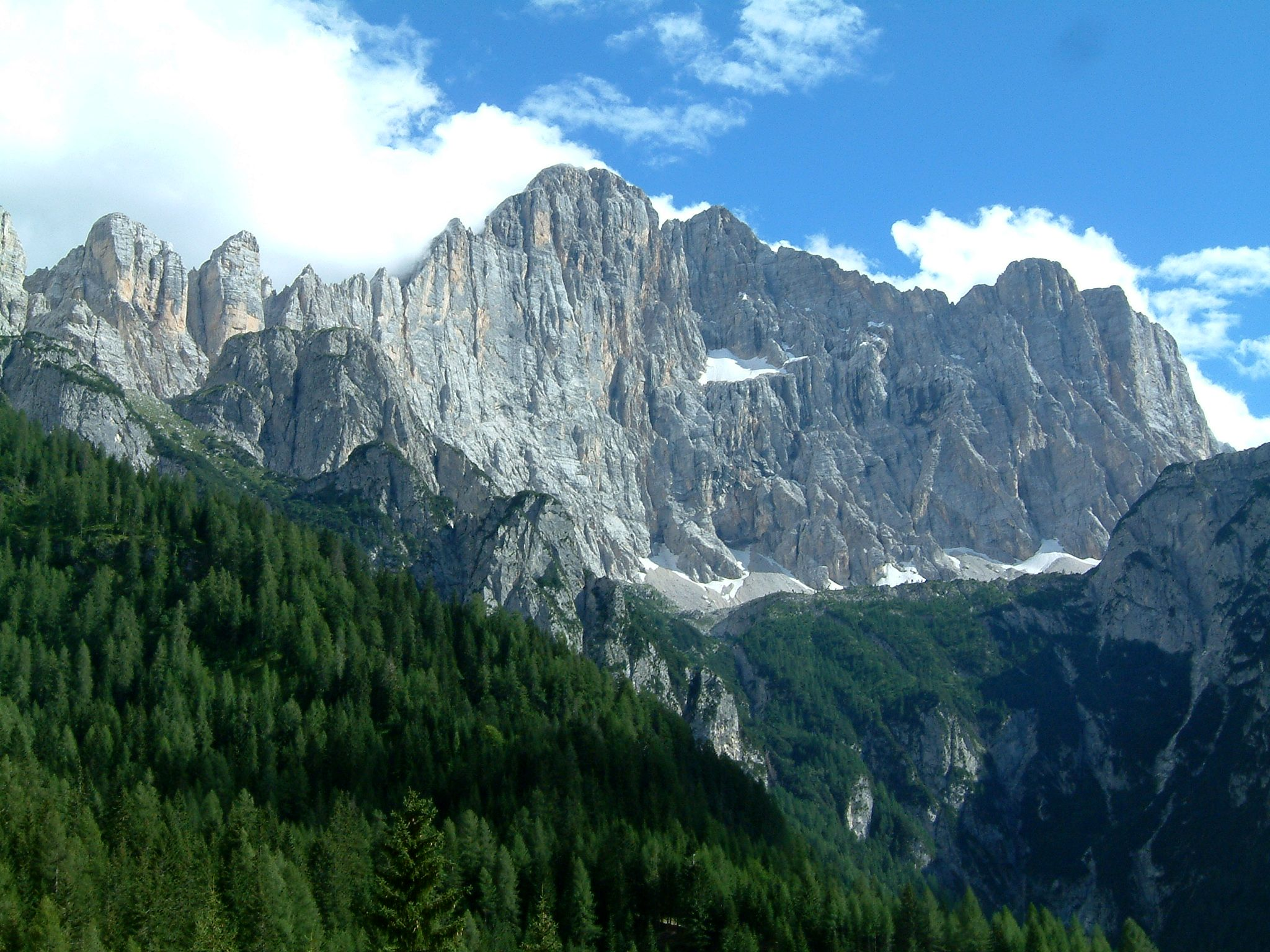
치베타산

알프스산맥에 위치한 벨루노도는 거의 대부분의 지역이 산악 지형으로 이루어져 있으며 카도레, 펠트리노, 알파고, 발디촐도, 아고르디노, 코멜리코, 암페차노 등 자연 및 역사적 지역으로 구성되어 있다. 토파네, 마르몰라다, 트레치메디라바레도, 안텔라오 등을 포함하고 있는 돌로미티 지역이 있는 곳이기도 하다. 피아베강의 많은 부분이 벨루노도를 거쳐 흐르며, 그 지류인 보이테강과 코르데볼레강도 마찬가지로 이 지역을 지나간다.
동부 지역은 발벨루나라고 부르며, 벨루노도에서 가장 넓고 인구가 많은 계곡으로, 프레알피 베네테와 맞닿아 있다. 벨루노 돌로미티 국립공원이 이곳에 위치해 있다.

### 기후
벨루노도의 기후는 알프스에서 가장 혹독한 곳 중 하나이다. 대부분 돌로미티 산맥에서 비롯된 대륙성 기후의 영향을 받으며, 동부 티롤의 기후와 매우 유사하거나, 남쪽 프레알피에서는 오히려 더 혹독하다.
벨루노도는 다음의 기후 지역으로 구분될 수 있다:
- 대략 높이 700 미터 (2,300 ft) 지점에 위치한 가장 낮은 지대의 계곡은 서안 해양성 기후와 냉대 습윤 기후 사이의 경계에 위치하여 일반적으로 대부분이 온화한 기후를 띠고 있으며 가장 기온이 낮은 달의 평균 기온은 보통 0 °C and −3 °C 사이이다. 여름은 뜨겁지만 포강과 아디제강 유역만큼 덥지는 않다. 가장 기온이 높은 달의 평균 온도는 18 °C and 21 °C. 사이이다. 이 지역은 대부분의 동알프스 지역과 마찬가지로 매우 습하다. 벨루노의 연평균 강수량은 1,300mm를 넘으며, 겨울철 내내 눈이 자주 내리고, 3월이나 11월에도 눈이 올 수 있다. 일부 시기에 겨울은 습기 때문에 포근할 수 있으며, 평균 기온은 0도 정도이고 큰 눈이 내리며 폭설로 고립되는 일이 자주 발생한다. 이 지역의 주요 도시는 벨루노, 펠트레, 세렌델그라파이다.
- 700m와 1,500m (프레알피에서는 1,300 미터까지) 사이의 중부 지역 계곡은 전형적인 냉대 습윤 기후이다. 이 기후는 최북단 또는 남서쪽에서는 더욱 혹독해지고, 반면 중부 지역 (아라바 또는 코르티나담페초 인근)은 일반적으로 더 온난한 편이다. 겨울의 평균 기후는 1월 북쪽과 남서쪽에서는 −7 °C와 −5 °C 사이이고, 중부 지역에서는 −5 °C와 −3 °C도 사이이다. 가장 기온이 낮은 도시 산토스테파노디카도레는 해발 900 미터 지점에 위치했으며, 1월의 평균 기온은 −7°C와 −6°C이다. 상대적으로 낮은 해발 높이의 도시들이 다른 이탈리아 지역을 비롯해 프랑스 및 서부 스위스 지역에서는 1,700미터 이상에서 발견되는 정말 낮은 기온을 띤다. 높이 내리는 시기는 고도마다 차이가 있다. 700 미터와 1,200 사이 지점은 11월 초부터 3월 중엽까지, 1,200 미터에서 1,500 미터 (아라바에서는 1,600 미터) 지점은 10월 말에서 4월 말까지 내린다. 여름은 보통 습하고 온화하지만, 서쪽 계곡의 동일한 고도의 지점들보다 훨씬 덮다. 저지대 (약 900 미터)의 기온은 평균 16 °C 또는 17 °C이다. 고지대 (약 1,400 미터)의 평균 기온은 14 °C이다. 비는 보통 3월부터 11월까지 내린다. 이 기후를 띠는 도시들에는 산토스테파노디카도레 (혹독), 코르티나담페초 (온화 – 가끔 Cfb로 구분), 아라바 (고도를 고려하면 비교적 온화), 아우론초디카도레 (혹독), 단타디카도레, 사파다 등이 있다.

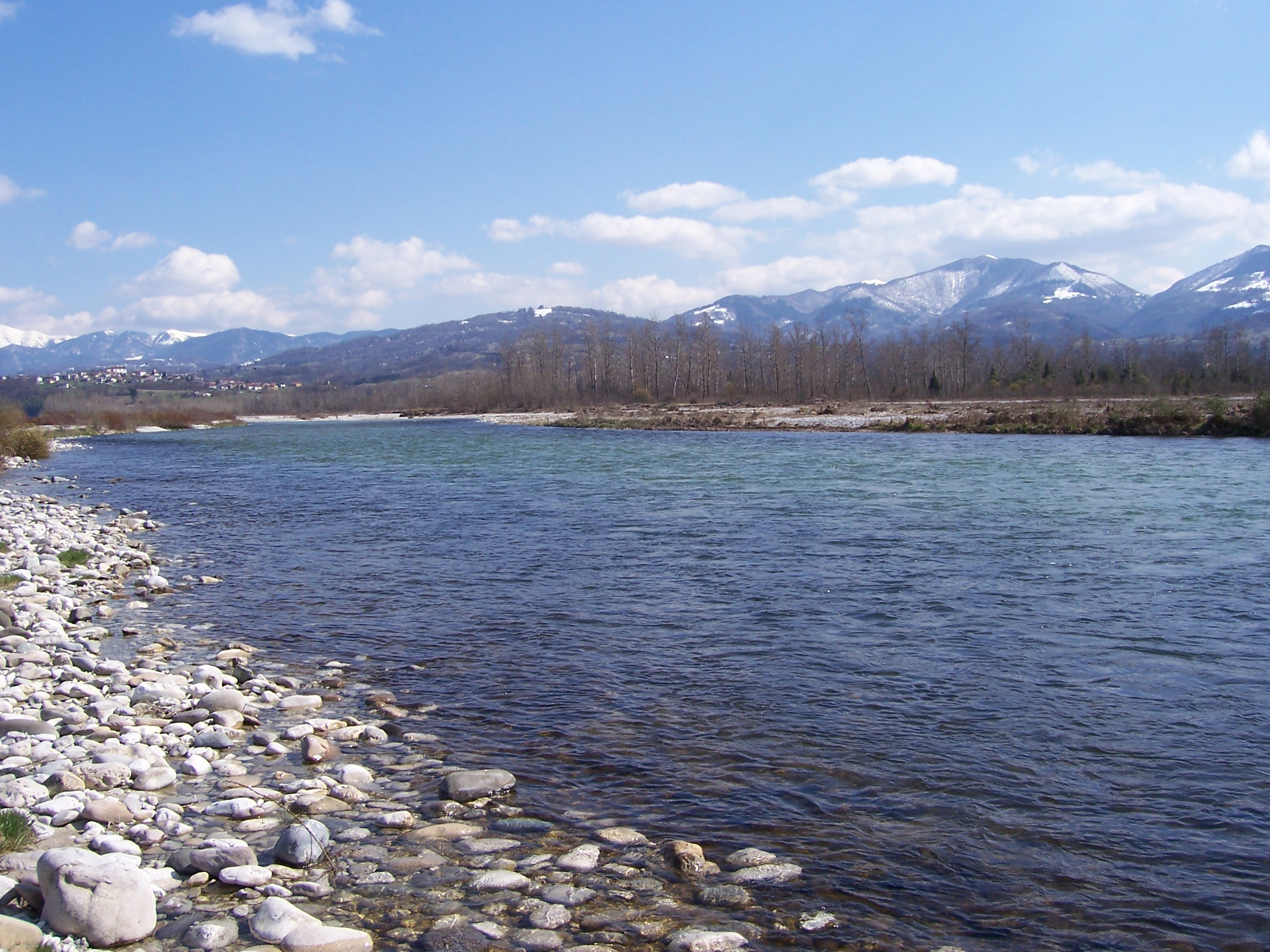
멜에서 산타주스티나로 흐르는 피아베강

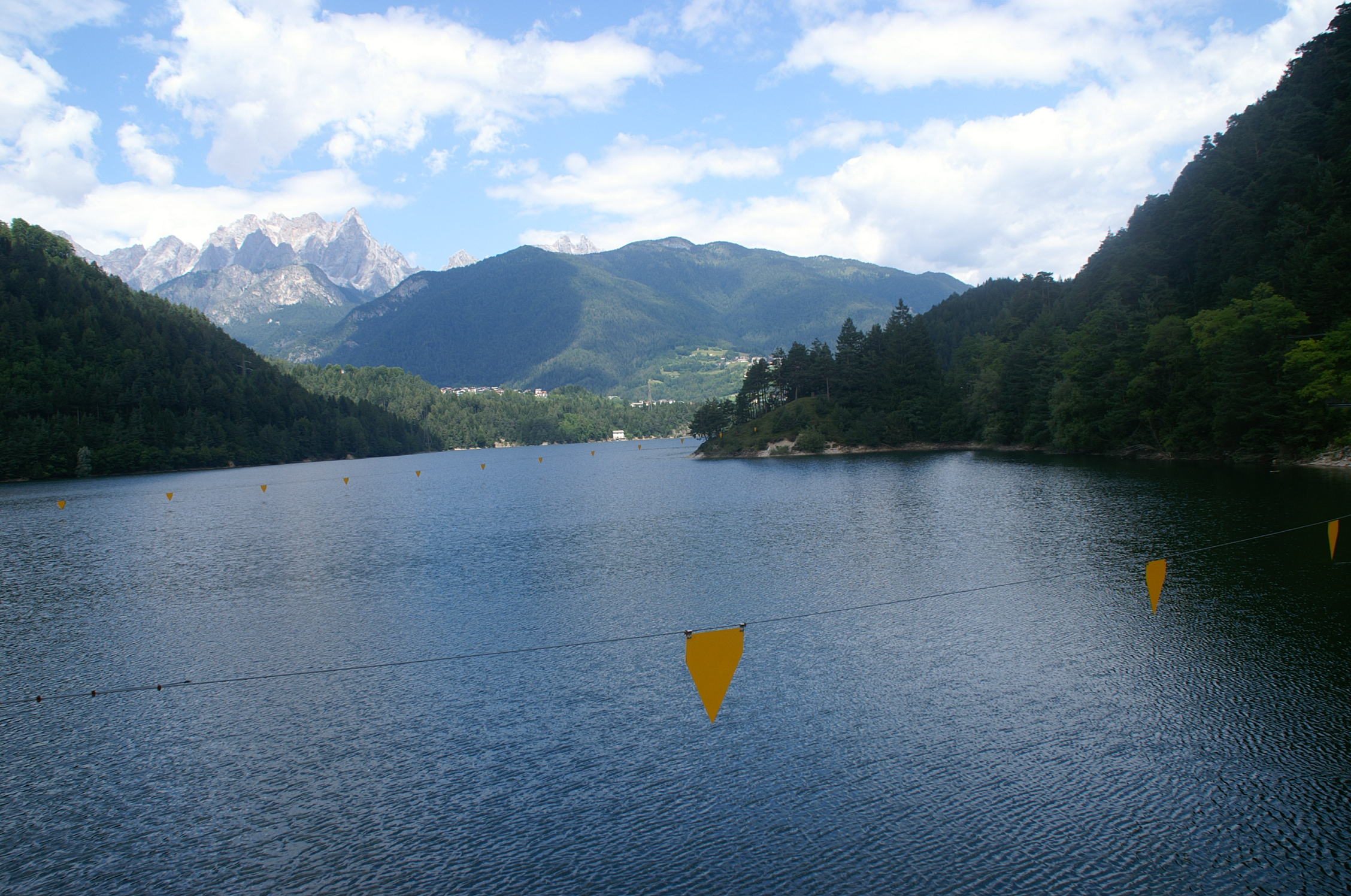
카도레호

- 해발 1,500 미터 1,900 미터 지점의 계곡은 아극 기후에 속한다. 벨루노도에서 가장 습한 기후를 띠며, 남쪽의 일부 지역에서는 연중 예상 강우가 2,000 mm (79 in) 이상으로, 특히 호수 지역이 다른 알프스 지역과 달리, 기후를 온화하게 만들지 못한다. 겨울은 몹시 춥고 눈이 많이 내리며, 평균 기온이 −9 °C와 −5 °C 사이이다. 눈은 보통 9월 말부터 내리기 시작해 5월까지 내리며, 9월초 또는 8월 말에는 자주는 아니지만 여름 중에도 눈이 내리기도 하다. 여름에는 비가 많이 내리고, 가끔 안개가 끼는 등 서늘하다. 7월의 평균 기온은 10 °C와 12 °C 사이이다. 이 지역은 연중에 맑은 날이 극히 드물고, 하루당 평균 일조 시간도 매우 짧아, 1월에는 한 시간이나 한 시간이 안 되고 6월과 7월에는 4시간 또는 5시간 가량이다. 이곳의 혹독한 기후 탓에, 마을이 몇 개 안되며, 보통은 도시의 일부에 속한다. 사람들의 대부분이 사는 곳 중 한 곳은 미수리나호 근처에 있는 동명의 마을 미수리나이다.
- 1,900 미터 이상의 고지대는 산악 툰드라 기후를 띤다. 이 지역에 사람이 거주하는 곳은 없다. 매달 평균 기온이 10 °C 아래이다. 2000 미터 이상 지점에서는 강우량이 떨어지기 시작한다. 고지대일수록 건조하고, 맑기 때문이다. 이곳 산악 지역의 겨울 평균 기온은 고도에 따라 다르며, 계곡보다는 항상 더 온화하다. 1월에는, 산악 지형의 평균 기온은 1,500 미터 지점에서 −3 °C (계곡에서는 −6 °C까지 도달), 2,000 미터에서는 −6 °C, 2,500 미터 지점에서는 −8 °C, 3,000 미터 지점에서는 −10 °C이다. 여름은 2,000미터 이상에서는 춥다. 7월의 평균 기온은 1,500 미터에서는 약 12 °C, 2,000 미터에서는 8 °C, 2,500 미터에서는 6 °C, 3,000미터에서는 3 °C이다. 벨루노도에서, 빙설 기후는 발견되지 않는데, 최고 지점인 해발 3,200미터 이상의 마르몰라다가 평균 기온이 대략 20 °C이기 때문이다.

## 역사

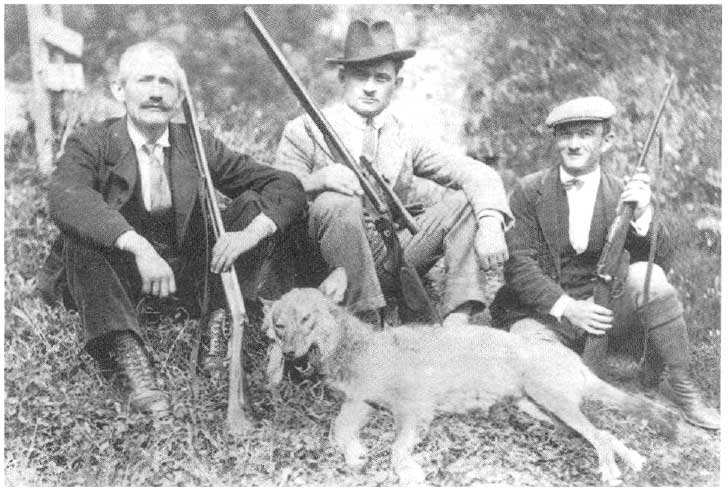
1929년 5월 24일 말가캄포본에서 회식늑대를 사냥한 Antonio "Tunin" Mina.

벨루노도에서 가장 오래된 고고학 유적은 기원전 5세기에 속하는 카도레의 라골레 디 칼라초이며, 팔레오베네티족의 건강의 신에게 헌정된 성소이다. 멜 지자체에서 네크로폴리스 유적지가 발굴 중에 있다. 발견된 유물들은 현재 피에베디카도레 및 멜 등 지자체의 박물관에서 현재 소장 중에 있다.
10세기부터 12세기까지 벨루노가 된 지역은 신성로마제국의 변경인 베로나 변경백국의 일부였다. 14세기 동안 이 지역의 대부분은 파도바 영주 카라라 가문의 소유가 되었다. 1404년 펠트레와 벨루노를 포함한 카라라가의 영지는 베네치아 공화국에 정복되며 베네치아의 도미니 디 테라페르마 일부가 되었다. 북쪽의 카도레호 역시 1420년 베네치아가 프리울리를 정복함에 따라 도미니 디 테라페르마의 일부가 됐다. 1511년 신성 로마 황제 막시밀리안 1세는 코르티나담페초를 정복한 뒤, 카도레와 행정 구역을 떨어트리고 티롤 백국에 편입시켰다.
베네치아의 지배는 베네치아가 프랑스 혁명 전쟁 기간 프랑스 제1공화국에 정복된 1797년까지 이어졌다. 프랑스나 프랑스의 위성국에 합병되기보다는, 벨루노를 포함한 가르다호의 동쪽 베네치아 영토는 캄포포르미오조약에 따라 합스부르크 군주국 (오스트리아)에 넘어갔으며, 이에 따라 베네치아현이 되었다. 하지만 이러한 상태는 1805년까지만 유지되었는데 오스트리아 (1804년 이후로는 오스트리아 제국)가 프레스부르크 조약에 따라 베네치아현을 나폴레옹의 이탈리아 왕국에 양도한 것이었다. 이탈리아 왕국 내에서, 오늘날의 벨루노도는 피아브 데파르망과 거의 일치한다.

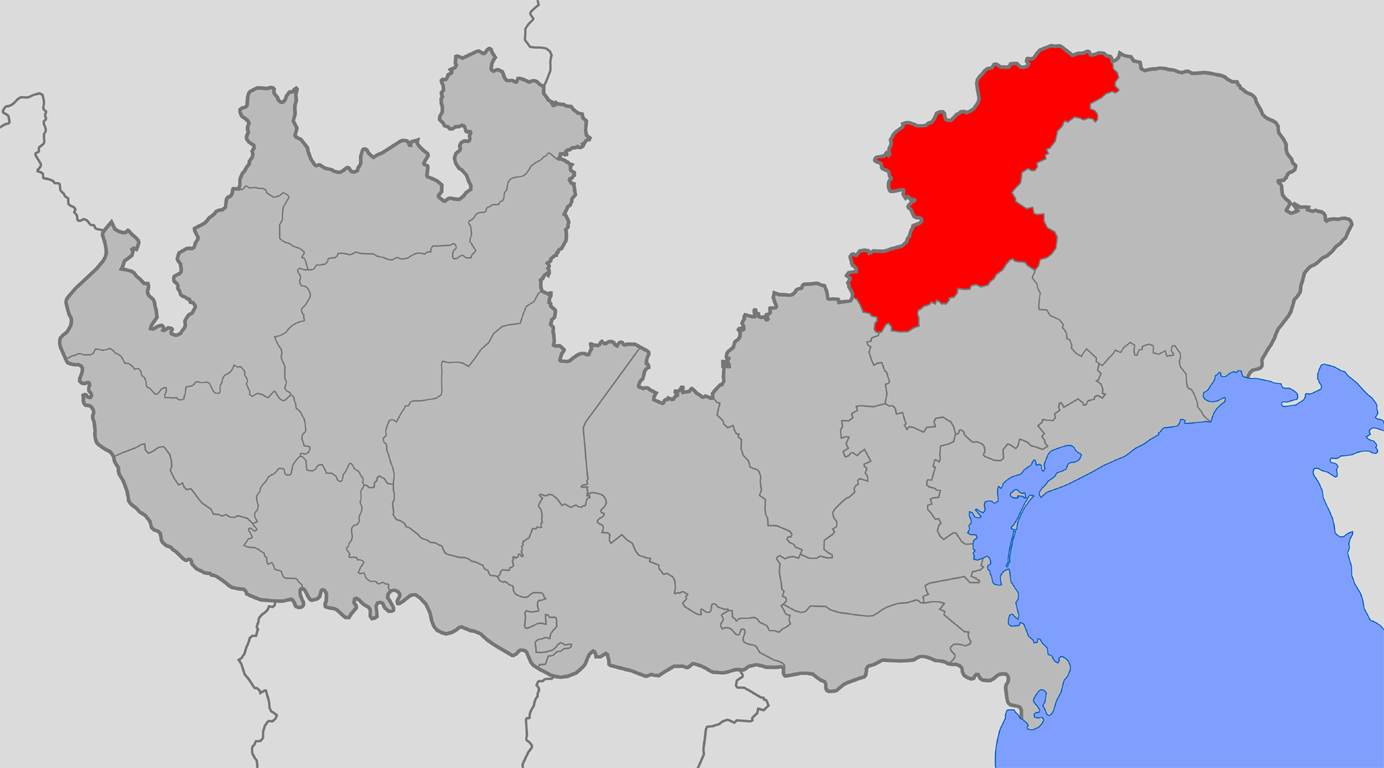
오스트리아의 롬바르디아-베네치아 내 벨루노도 모습.

나폴레옹 전쟁 이후 옛 베네치아현은 1815년 빈 회의를 통해 오스트리아에 반환되며, 신설 국가 롬바르디아-베네치아 왕국의 일부가 됐다. 오스트리아 통치 시기, 롬바르디아 베네치아는 나폴레옹 시대의 데파르망과 거의 일치하도록 편성되었고, 피아브 데파르망은 벨루노도로 이어지며, 전반적으로 오늘날 행정 구역과 일치한다.
이탈리아 통일 기간, 오스트리아는 롬바르디아-베네치아 (서부 지역 즉 롬바르디아 지역은 1859년에, 벨루노를 포함한 동부 지역 즉 베네치아 및 만토바 등은 1866년에)를 이탈리아 왕국에 상실하였다.
제1차세계대전 이후 1919년에, 이탈리아는 오스트리아-헝가리 제국으로부터 트렌티노와 쥐트티롤 등 티롤 백국의 남부 지역을 이루던 지역을 획득했다. 1923년 코르티나담페초, 콜레산타루차, 리비날론고델콜디라나 등이 벨루노도로 편입됐다.
1943년, 이탈리아 정부가 연합군 측과 휴전 협정을 맺자, 벨루노도는 나치 독일에 점령되어, 알프스 구릉지 작전 구역으로 (트렌티노알토아디제주와 함께) 편입되었고 대관구지휘자 프란츠 호퍼의 관리 하에 놓였다. 사실상 전쟁이 종전될 때까지 독일 제국에 편입된 것이었다. 이 상태는 나치 정권과 함께 끝났고 1945년 이탈리아 통치가 복원되었다.

## 경제

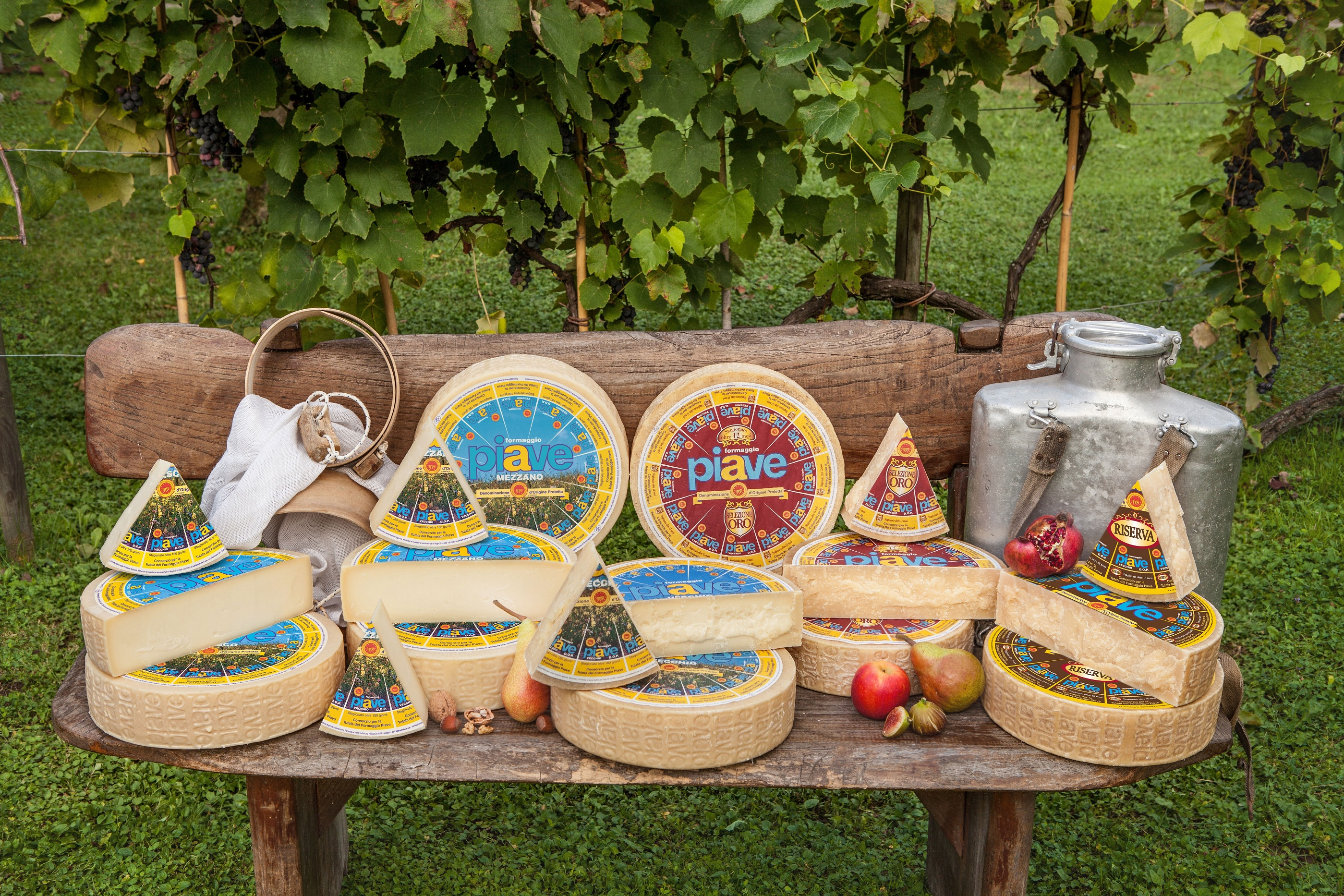
피아베 치즈

최근까지, 벨루노도의 경제는 불충붕한 산지 농업을 기반으로 했으나, 라몬 고지대의 콩 재배와 돌로미티 계곡의 피아베 치즈 생산을 제외하면 현재 중요도는 떨어진다. 오늘날, 벨루노는 안경 생산 등 (예시로 룩소티카는 본래 아고르도에 본사를 두었다) 북부 이탈리아에서 가장 산업화가 이뤄진 곳 중 한 곳이다. 또한 가전 제품 (자누시 등)과 욕실 기구 (세라미카 돌로미티, 아이디얼스탠다드) 등 제조업 부문도 유명하다.
벨루노 경제의 가장 중요한 부문 중 하나는 관광업이다. 코르티나담페초, 알레게, 아라바, 사파다 등은 이탈리아 및 전세계적으로 유명하다.

## 소수 언어 집단

벨루노도의 라딘어:
아디제 라딘어 지역
카도레 라딘어 지역
라딘-베네토어 지역

벨루노도에는 소수 언어 집단들이 존재하며 법적으로도 인정받고 있다:
- 라딘어 집단 - 42개 지자체에서 인정되었으며, 라디니아 지역 (콜레산타루차-콜, 리비날론고델콜디라나-포돔, 코르티나담페초-안페초), 카도레, 아고르디노, 촐도에 존재한다.
- 파라달파고, 탐브레 등 지자체에 독일어 집단이 존재했었다 (현재는 소멸).

## 외국 시민권 소지자
2018년 12월 31일 외국 시민권을 지닌 벨루노 거주민의 국적 상위 10개국은 다음과 같다:
- 루마니아 2,041명
- 우크라이나 1,397명
- 모로코 1,383명
- 알바니아 954명
- 중화인민공화국 922명
- 북마케도니아 713명
- 몰도바 597명
- 코소보 546명
- 크로아티아 328명
- 브라질 231명

## 지자체

벨루노도 지도

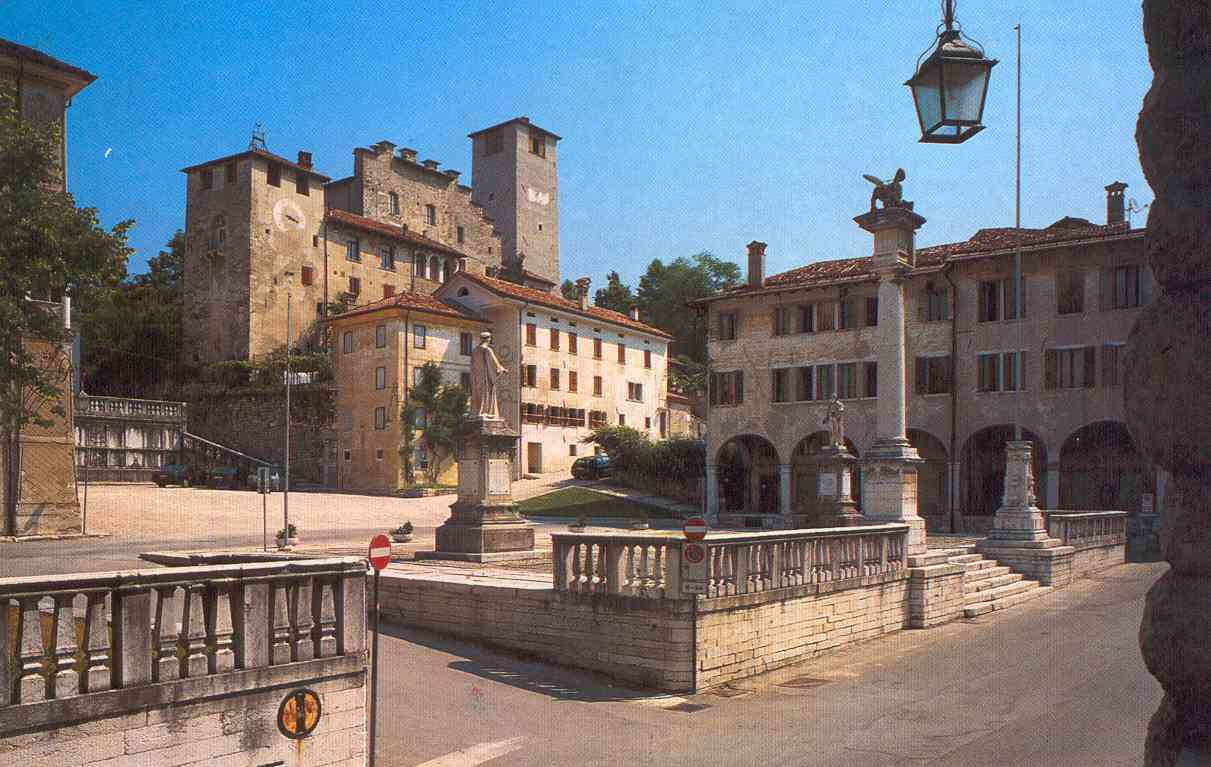
펠트레

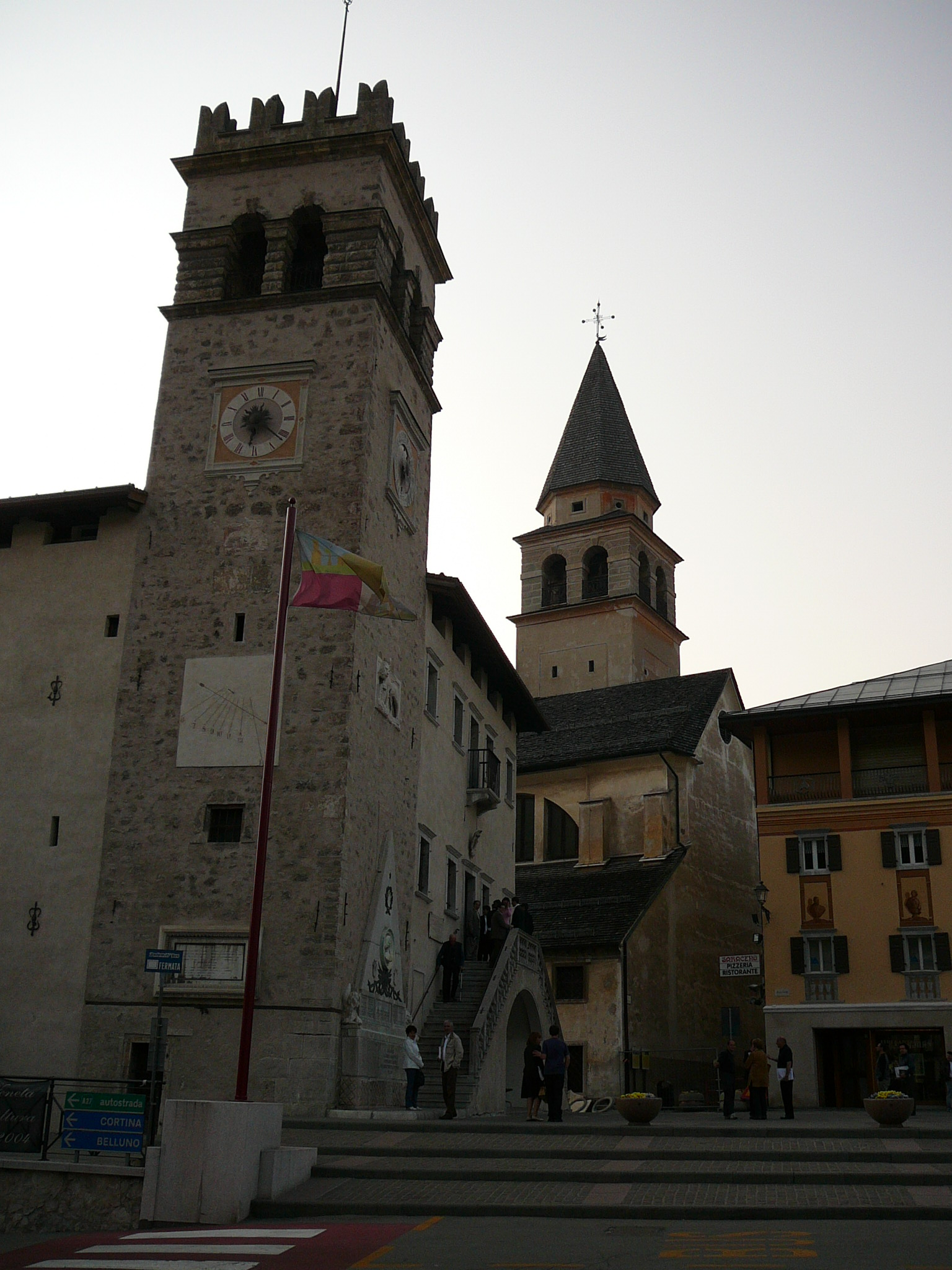
피에베디카도레

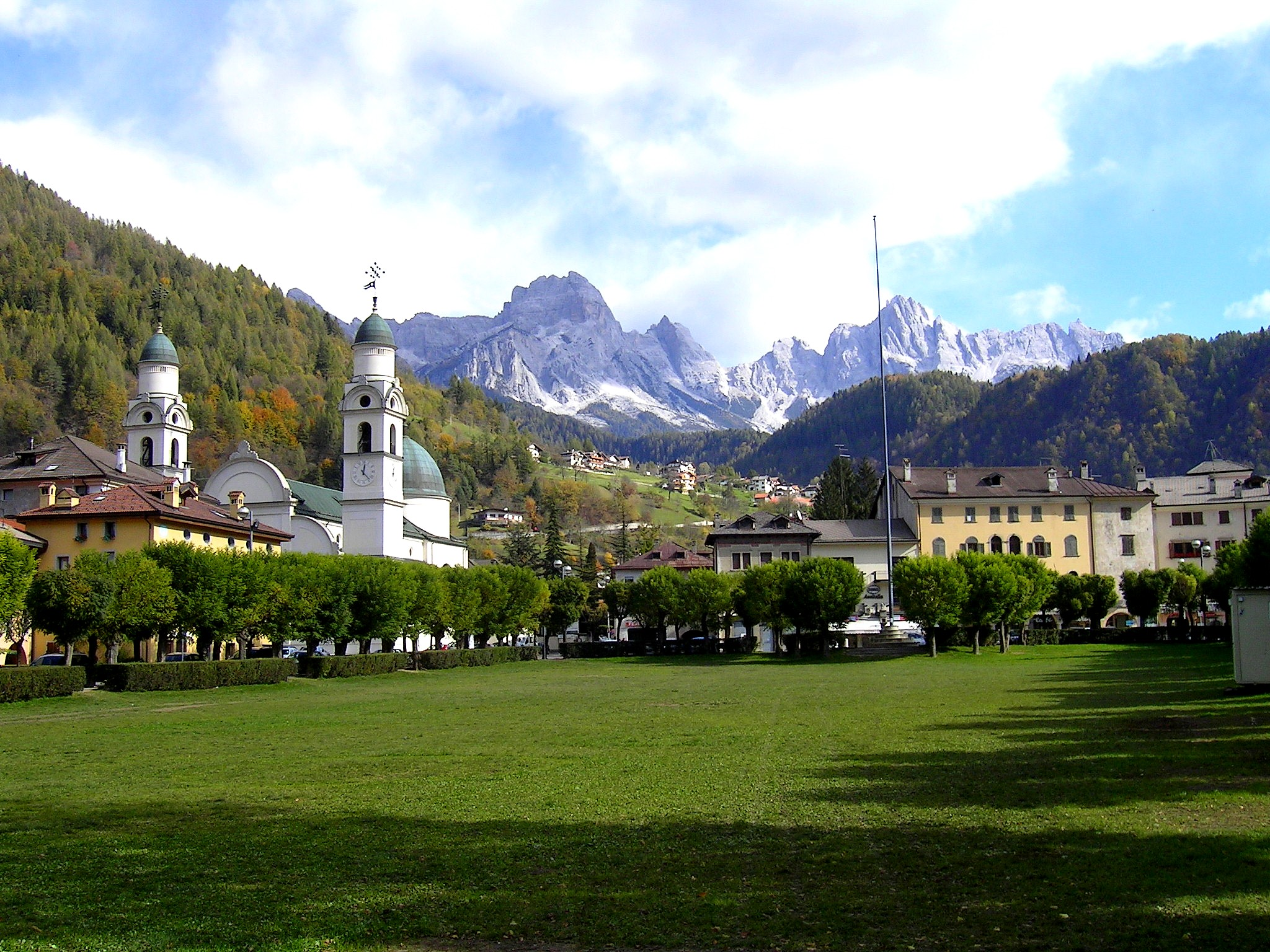
아고르도

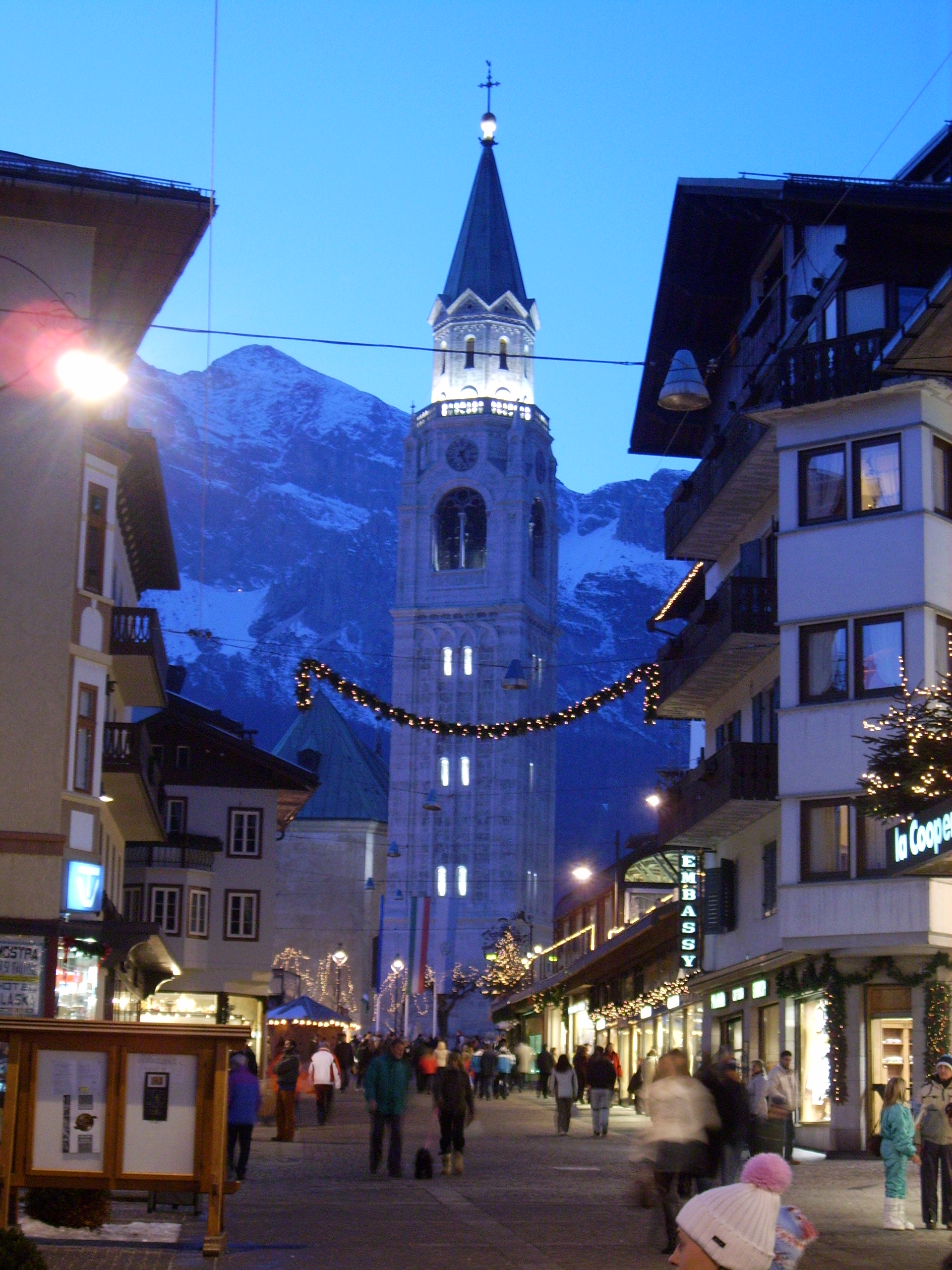
코르티나담페초

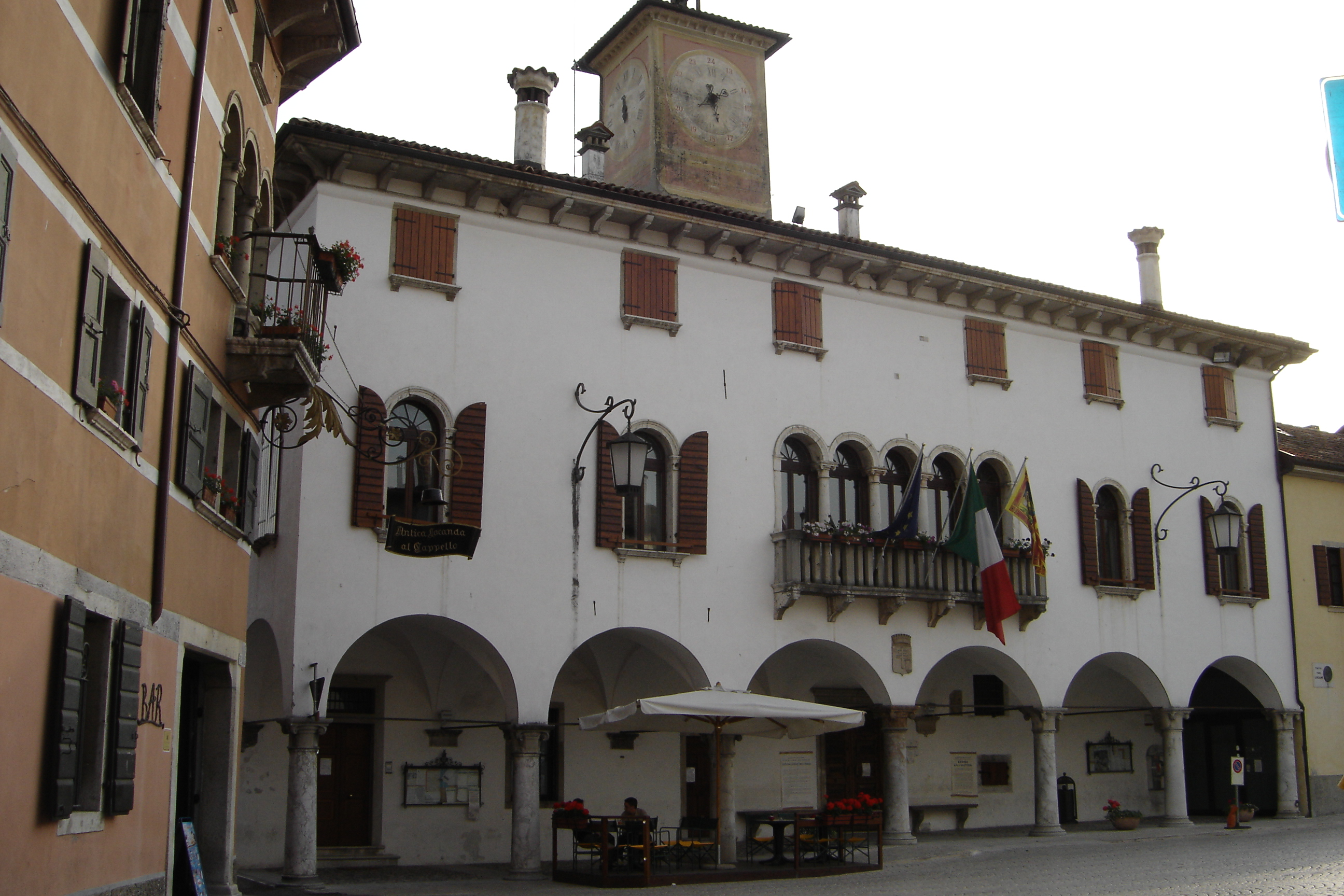
보르고발벨루나

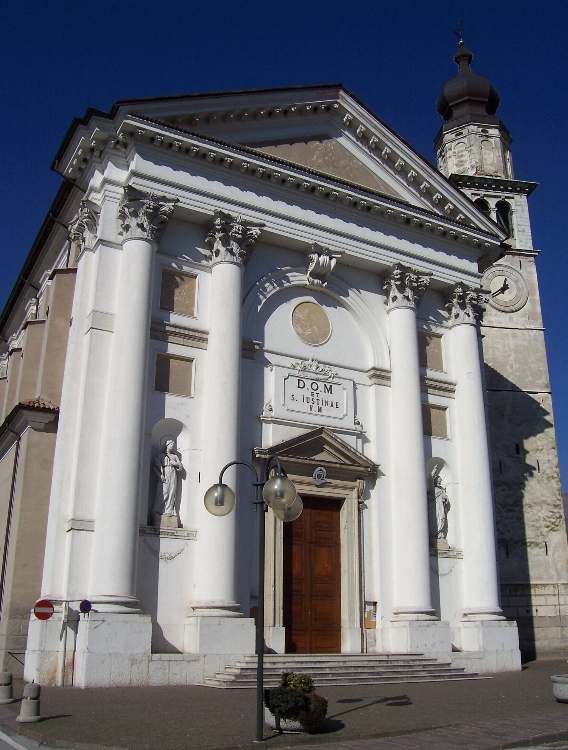
산타주스티나

벨루노도에는 60개 '코무네' (지자체)가 존재한다. 2018년 12월 31일 기준, 인구에 따른 주요 코무네는 다음과 같다:
| '코무네'         | 인구   |
| ---------------- | ------ |
| 벨루노           | 35,833 |
| 펠트레           | 20,560 |
| 보르고발벨루나   | 13,699 |
| 세디코           | 10,198 |
| 폰테넬레알피     | 8,232  |
| 알파고           | 6,852  |
| 산타주스티나     | 6,786  |
| 코르티나담페초   | 5,820  |
| 리마나           | 5,308  |
| 론가로네         | 5,201  |
| 페다베나         | 4,396  |
| 아고르도         | 4,117  |
| 체시오마조레     | 3,958  |
| 피에베디카도레   | 3,753  |
| 아우론초디카도레 | 3,279  |

전체 목록:
- 고살도
- 단타디카도레
- 도메제디카도레
- 라
- 라발레아고르디나
- 로렌차고디카도레
- 로초디카도레
- 로카피에토레
- 론가로네
- 리마나
- 리바몬테아고르디노
- 리비날론고델콜디라나
- 발디촐도
- 발라다아고르디나
- 발레디카도레
- 벨루노
- 보도카도레
- 보르고발벨루나
- 보르카디카도레
- 볼타고아고르디노
- 비고디카도레
- 산그레고리오넬레알피
- 산니콜로디코멜리코
- 산비토디카도레
- 산타주스티나
- 산토마소아고르디노
- 산토스테파노디카도레
- 산피에트로디카도레
- 세디코
- 세렌델그라파
- 세테빌레
- 셀바디카도레
- 소베르체네
- 소브라몬테
- 소스피롤로
- 아고르도
- 아르시에
- 아우론초디카도레
- 알레게
- 알파고
- 오스피탈레디카도레
- 체시오마조레
- 첸체니게아고르디노
- 초페디카도레
- 치비아나디카도레
- 카날레다고르도
- 칼랄초디카도레
- 코르티나담페초
- 코멜리코수페리오레
- 콜레산타루차
- 키에스달파고
- 타이본아고르디노
- 탐브레
- 팔카데
- 페다베나
- 페라롤로디카도레
- 펠트레
- 폰차소
- 폰테넬레알피
- 피에베디카도레

## 운송

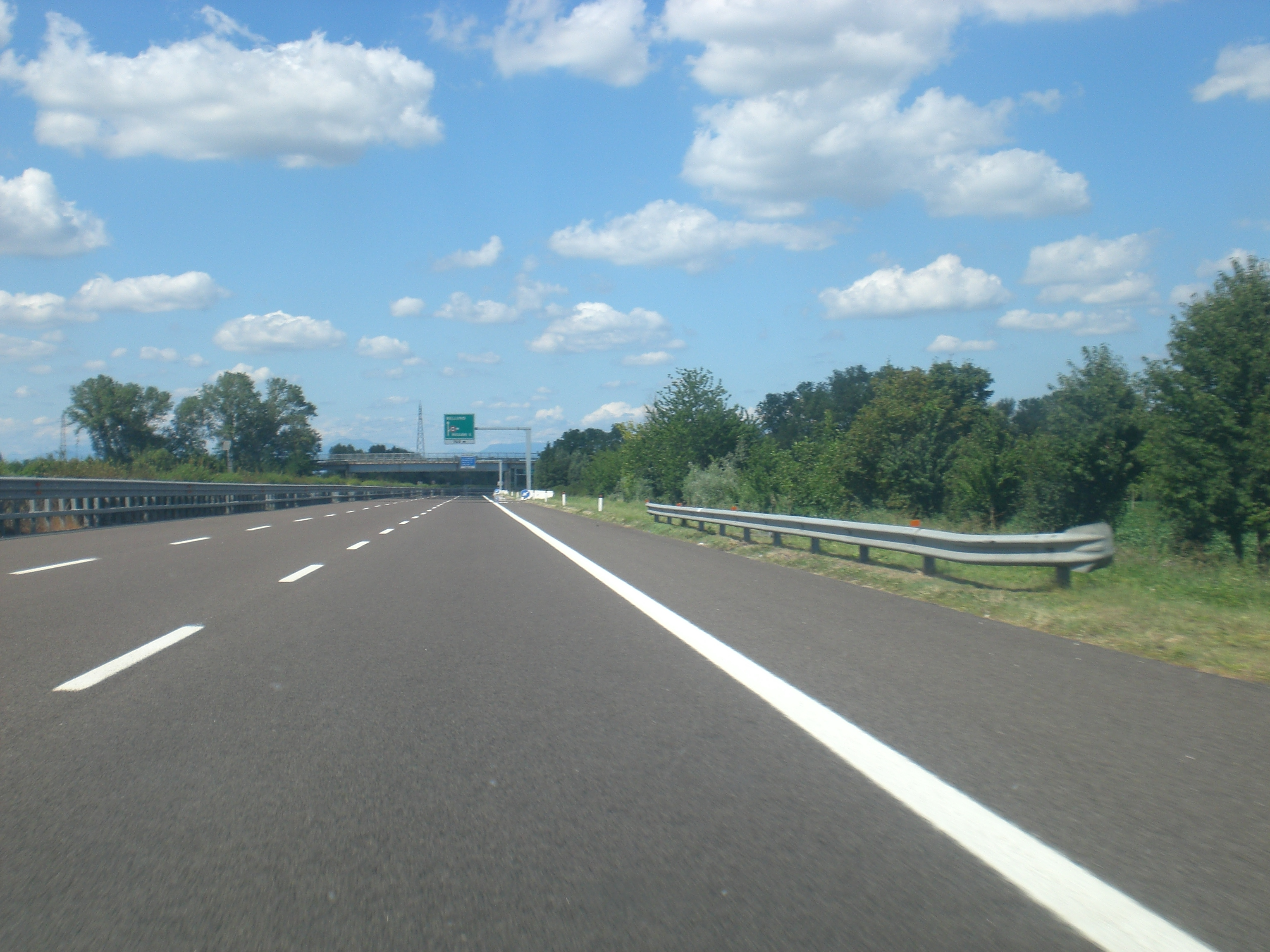
벨루노 방향 몰리아노베네토 인근 아우토스트라다 A27

### 고속도로
- 아우토스트라다 A27: 베네치아-피안디베도이아

### 철도
- 칼라초-파도바역

### 공항
- 벨루노 공항
- 코르티나 공항

## 같이 보기
- 아우론초 호